# 曹崐
曹崐（1470年—？），字來鳳，錦衣衛鎮撫司官籍，應天府句容縣人，明朝政治人物。

## 生平
順天府鄉試第五名舉人。弘治十五年（1502年）中式壬戌科會試第二百四名，二甲第八名進士。

## 家族
曾祖曹安善；祖父曹政，錦衣衛百戶；父曹宏，按察司副使。母何氏（封孺人）。永感下。兄曹岐（同科進士）；弟曹岫（錦衣衛所鎮撫）；曹岷。